# Pajares de los Oteros
Pajares de los Oteros (leóni nyelven Payares) település Spanyolországban, León tartományban. Lakosainak száma 235 fő (2024).

## Földrajza
Pajares de los Oteros Valencia de Don Juan, Fresno de la Vega, Cubillas de los Oteros, Corbillos de los Oteros, Gusendos de los Oteros, Matadeón de los Oteros és Villabraz községekkel határos.

## Népesség
A település lakosságának változását az alábbi diagram mutatja:
| Lakosok száma | 355  | 376  | 389  | 368  | 362  | 316  | 279  | 266  | 235  | 235  |
|               | 2001 | 2004 | 2007 | 2009 | 2012 | 2014 | 2017 | 2019 | 2022 | 2024 |